# Andréievka (Primórie)
|  | Per a altres significats, vegeu «Andreievka». |

Andreievka (en rus: Андреевка) és un poble del krai de Primórie, a l'Extrem Orient de Rússia, que en el cens del 2010 tenia 92 habitants.